# 劍魂 (遊戲)
《劍魂》是南梦宫（现万代南梦宫娱乐）1998年出品的3D武器格鬥遊戲，也是1995年南梦宫发表的同类格斗游戏《刀魂》的续篇。在继承前作世界观的前提下游戏从多个方面得到革命性的改变，并开始系列化。包括《刀魂》在内的一系列作品被称呼为魂之系列。

## 玩法
《劍魂》对前作《刀魂》的游戏系统进行的最大创新之一就是8方移動。之前的3D格斗游戏只能沿着第三轴进行有限的移动，侧移和翻滚提供了有用但不持续的横向移动。在《劍魂》中，只要按住摇杆方向就会使角色朝这个方向跑动，给玩家带来自由感的同时也加深了游戏的策略性。

## 登場人物
原计划中，《劍魂》是一部变革之作，除《刀魂》里的御剑平四郎外，本作的其他所有角色都是全新的。然而，《刀魂》的11个角色最终有9位在Dreamcast版《劍魂》中登场（賽凡提斯、黄星京、成美娜、御剑平四郎、洛克、齊格飛、蘇菲緹雅、多喜、沃尔德），除此之外还加入了10个新角色。

## 评价
早期由街機移植到Dreamcast，並在《Fami通》得到4個評審各給10分，合計40分的最高評價。